# Carenesycha
Carenesycha – rodzaj chrząszczy z rodziny kózkowatych i podrodziny zgrzypikowych.

## Zasięg występowania
Przedstawiciele tego rodzaju występują w Kolumbii oraz Ekwadorze.

## Systematyka
Do Carenesycha należą 2 gatunki:
- Carenesycha carenata
- Carenesycha velezi